# La Torreta (Espills)
La Torreta era una masia del poble d'Espills al municipi de Tremp. Era a l'extrem sud-est del mateix poble d'Espills, que antigament formava de l'antic terme ribagorçà de Sapeira.